# Albert P. Crary

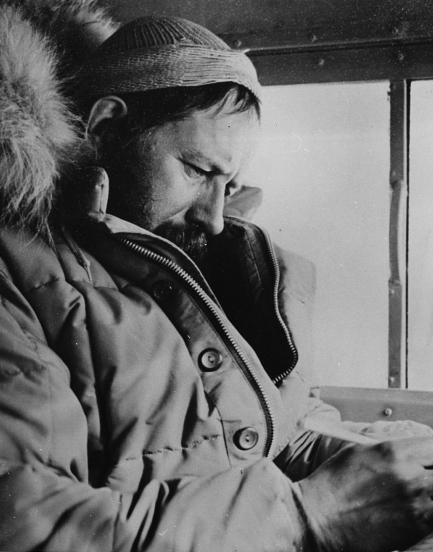
Albert Paddock Crary, 1959

Albert Paddock Crary (* 25. Juli 1911 in Pierrepont, New York; † 29. Oktober 1987 in Washington, D.C.) war ein US-amerikanischer Geophysiker, Glaziologe und Polarforscher.
Er war der erste Mensch, der zu Fuß beide Pole betrat: Am 3. Mai 1952 zusammen Joseph O. Fletcher und William P. Benedict den Nordpol und am 12. Februar 1961 als Leiter eines achtköpfigen Teams den Südpol. Die Südpol-Expedition war am 10. Dezember 1960 mit drei Tucker Sno-Cats gestartet. Crarys Gruppe war die siebte Landexpedition am Südpol, nach Amundsen, Scott, Hillary, Fuchs, Aleksandr Gawrilowitsch Dralkin 1959/60 von der Mirny-Station aus und Antero Arnold Havola. Crary war weithin anerkannt für seinen großen Intellekt und seine Fähigkeiten, insbesondere als Organisator für wissenschaftliche Polarexpeditionen.

## Leben
Crary wurde 1911 in einer Farmerfamilie im Norden des Bundesstaats New York als zweitältestes von sieben Kindern von Frank J. Crary und Ella Paddock Crary geboren. Er studierte Physik und Geologie an der St. Lawrence University in Canton. 1931 machte er seinen Abschluss als Mitglied von Phi Beta Kappa an der St. Lawrence und schrieb sich dann an der Lehigh University zur Erlangung des Masters in Physik ein.

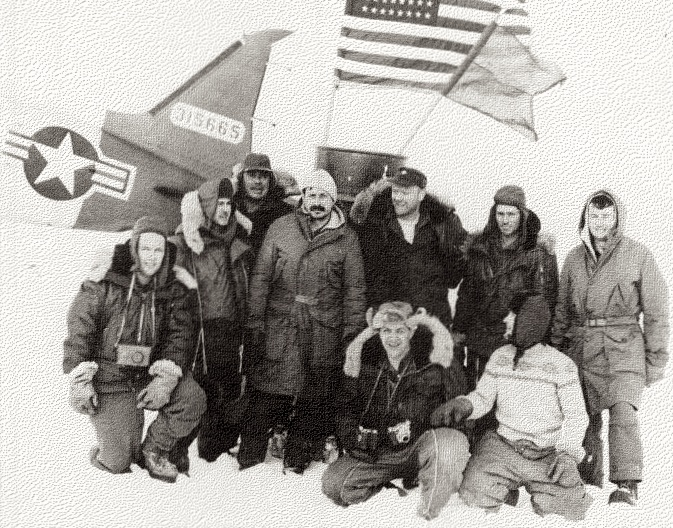
Crary und sein Team am Nordpol, 1952

Danach war er in seiner gesamten wissenschaftlichen und beruflichen Karriere mit der Antarktis verbunden:
- 1947: Assistent von James Peoples im „Project Mogul“ als Field Operations Director, einem Experiment, in dem Ballonsonden benutzt wurden, um Schallwellen in der oberen Atmosphäre zu untersuchen[7]
- 1952–1955: Chefwissenschaftler des „Arctic ice island T3“
- 1957/58: Stellvertretender Leiter Wissenschaft für die Vereinigten Staaten im Internationalen Geophysikalischen Jahr
- 1957/58: Leiter der „U.S. seismic traverse“ über das Ross-Schelfeis
- 1958/59: Leiter der „Geophysical traverse W“ beginnend an der Station Little America V, über den Skelton-Gletscher auf das Plateau des Victorialandes und weiter entlang des 78. Breitengrades
- 1960/61: Leiter der „Geophysical traverse“ von McMurdo-Station via Skelton-Gletscher zum Südpol
- 1960–1968: Leitender Wissenschaftler des United States Antarctic Research Program
- 1969–1978: Zunächst Stellvertreter, dann Director der Division of Environmental Sciences der National Science Foundation
- 1961–1976: Mitglied, und von 1974 bis 1976 Chairman, des Advisory Committee on Antarctic Names

Crary lebte nach seiner aktiven wissenschaftlichen Karriere mit seiner Frau Mildred R. Rodgers und seinem Sohn Frank J. Crary III in Bethesda in Maryland.
Er erhielt zahlreiche Auszeichnungen, darunter die Cullum Geographical Medal der American Geographical Society (1959), die Patron’s Medal der Royal Geographical Society (1963), die Vega-Medaille der Schwedischen Gesellschaft für Anthropologie und Geographie (1972).
Er starb im Oktober 1987 im George Washington University Hospital in Washington, D.C.
1991 benannte die National Science Foundation, welche das United States Antarctic Program verantwortet, zu seinen Ehren einen neuen Laborkomplex in der McMurdo-Station als Albert P. Crary Science and Engineering Center (CSEC). Nach ihm benannt wurden zudem die Crary Mountains, der Crary Knoll, der Crary Fan, die Crary Bank und der Crary Ice Rise in der Antarktika.